# Parafia Świętych Młodzianków w Chicago
Parafia Świętych Młodzianków w Chicago (ang. Holy Innocents Parish) – parafia rzymskokatolicka położona w Chicago w stanie Illinois, Stany Zjednoczone.
Jest wieloetniczną parafią w północno-zachodniej dzielnicy Chicago, z mszą św. w j. polskim dla polskich imigrantów.
Parafia została poświęcona Świętym Młodziankom.

## Szkoły
- Polska Szkoła im. Św. Młodzianków